# Henri Proglio
Henri Proglio (nascido em 29 de junho de 1949) é um empresário francês, ex-presidente do conselho e CEO da Électricité de France e ex-CEO da Veolia Environnement.

## Vida e carreira
De origem italiana, Henri Proglio nasceu em Antibes. Ele se formou na HEC Paris (turma de 1971).
Em 1972, começou a trabalhar para a Compagnie Générale des Eaux e tornou-se presidente e CEO em 1990. Em 1999, foi nomeado vice-presidente da Vivendi Universal e presidente e CEO da Vivendi Water. Em 2000, tornou-se presidente da Veolia Environnement; Três anos depois, ele também se tornou seu CEO.
Ele atua como diretor não executivo da CNP Assurances, Dassault Aviation e Natixis. Foi nomeado Presidente e CEO da Électricité de France em novembro de 2009. É membro da Association Française des Entreprises Privées. Proglio também faz parte do conselho consultivo do Pictet Water Fund.
Foi condecorado comandante da Ordem Nacional do Mérito da Legião de Honra.
Em dezembro de 2014, Proglio foi nomeado segundo em comando e presidente do Grupo Thales.